# Порта Капена
Порта Капена (на латински: Porta Capena) е градска врата в Стената на Сервий в Рим в Лацио, Италия.
Намира се на югозападната страна на хълма Целий. От вратата започват Виа Апиа и Виа Латина. Съседните врати са Порта Невиа (Porta Naevia) и Порта Целимонтана (Porta Caelimontana).
Домициан реставрира Порта Капена през късния 1 век. 
През 1867 – 1868 г. са разкопани остатъци от Порта Капена и части от Стената на Сервий, които днес не се виждат. 